# Vince (rinoceronte)
Vince (22 de septiembre de 2012-5 de marzo de 2017) fue un rinoceronte blanco del sur, abatido y mutilado por cazadores furtivos en un zoológico de Thoiry, cerca de París, Francia.

## Nacimiento y vida
Vince nació el 22 de septiembre de 2012 en el Royal Burgers' Zoo, Arnhem, Países Bajos. Era el segundo hijo de Kwanzaa, de 12 años, y de su pareja Gilou, de 20 años. Vince nació prematuro, seis semanas antes de tiempo.   El 6 de noviembre de 2012, le presentaron a los demás animales del zoológico. 
En marzo de 2015, Vince y otro rinoceronte, Bruno, fueron trasladados al parque zoológico de Thoiry, en Francia  donde pronto se convirtió en uno de los favoritos del público. Vivía en un amplio recinto con otros dos rinocerontes, Bruno y Gracie.  Los tres animales se hicieron amigos rápidamente, y Vince y Bruno, que tenían la misma edad, solían jugar juntos. 

## Asesinato
A pesar de que varios empleados vivían en el zoo y las cámaras de vigilancia, la noche del 5 de marzo de 2017 un grupo de cazadores furtivos se introdujo en las instalaciones y Vince fue muerto con tres disparos en la cabeza.   Le quitaron uno de sus cuernos con una motosierra y cortaron parcialmente el segundo; la herramienta debió atascarse o algo alertarlos y huyeron con solo uno y dejando ilesos a los otros dos rinocerontes, Bruno de cinco años y Gracie, de treinta y siete. Este ataque supuestamente se llevó a cabo con el objetivo de recuperar cuernos de rinoceronte y venderlos en el mercado negro. Se utilizan especialmente en la medicina tradicional china y en la de otras culturas del sudeste asiático.  Un cuerno puede venderse por hasta 300.000 dólares. 
Tras su muerte, Thierry Duguet, director del zoológico, declaró: «Nunca ha habido un caso así en un zoológico de Europa, un ataque de tal violencia, obviamente por este estúpido tráfico de cuernos de rinoceronte».  La ministra francesa de Medio Ambiente, Ségolène Royal, describió el impactante suceso como un «acto criminal». 

## Investigación
En 2019, la única pista que le quedaba a la policía era el ADN encontrado en la manzana utilizada para atraer al animal,   pero que no coincidió con ninguno de los contenidos en los archivos policiales.
En 2021, después de cuatro años de investigación, los autores del crimen aún no habían sido identificados y la fiscalía de Versalles cerró el caso con un sobreseimiento. 